# Maxim Jewgenjewitsch Katz

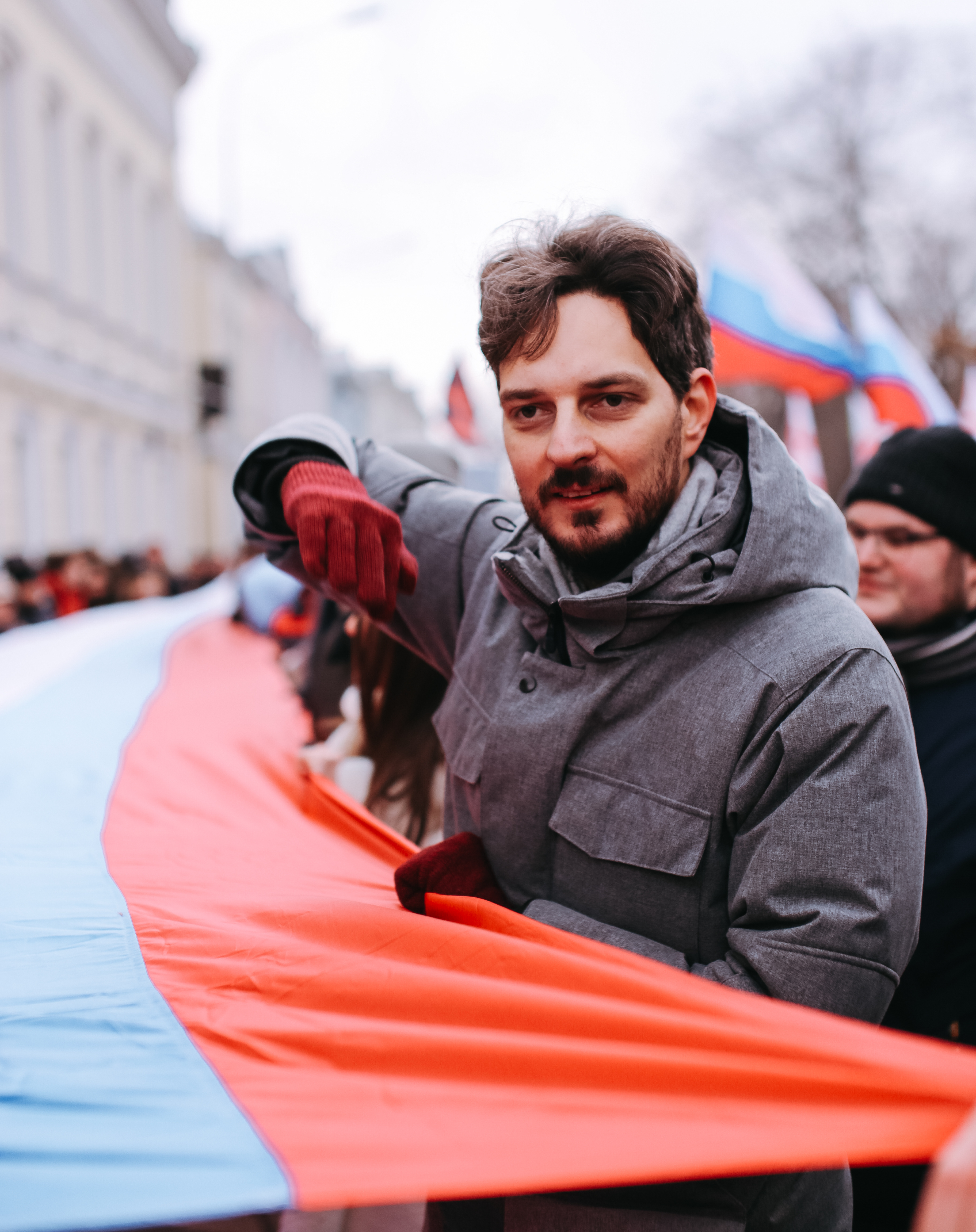
Maxim Jewgenjewitsch Katz (2020)

Maxim Jewgenjewitsch Katz (russisch Максим Евгеньевич Кац; geb. 23. Dezember 1984 in Moskau, Sowjetunion) ist ein russischer Oppositionspolitiker, Stadtplanungsaktivist, Wahlkampfstratege und populärer YouTuber mit eigener täglicher politischer Sendung.
Bekannt wurde Katz 2011 durch seinen erfolgreichen Wahlkampf um einen Sitz in der Moskauer Stadtverordnetenversammlung. Von 2012 bis 2016 war er Abgeordneter für den Bezirk Schtschukino. Im Jahr 2012 wurde Katz in den Koordinierungsrat der russischen Opposition gewählt, dem er bis 2013 angehörte. Katz ist bekannt für seine Arbeit als Wahlkampfstratege der Opposition und war als Wahlkampfchef oder Stellvertreter bei den Wahlkämpfen von Alexei Nawalny (2013), Dmitri Gudkow (2016), Darja Bessedina (2019) und Anastassija Brjuchanowa (2019, 2021) tätig.
2012 gründete Katz zusammen mit Ilja Warlamow die  „Stiftung Stadtprojekte“, die sich auf die Verbesserung der Lebensqualität in russischen Städten konzentriert.
Katz’ gleichnamiger YouTube-Kanal, der 2010 gestartet wurde, bietet tägliche politische Kommentare und hat über 2,3 Millionen Abonnenten und mehr als 1 Milliarde Aufrufe.
Katz wird in Russland aus politischen Gründen verfolgt, weil er angeblich „Falschinformationen“ über die Aktionen der russischen Armee in der Ukraine verbreitet haben soll.

## Biografie

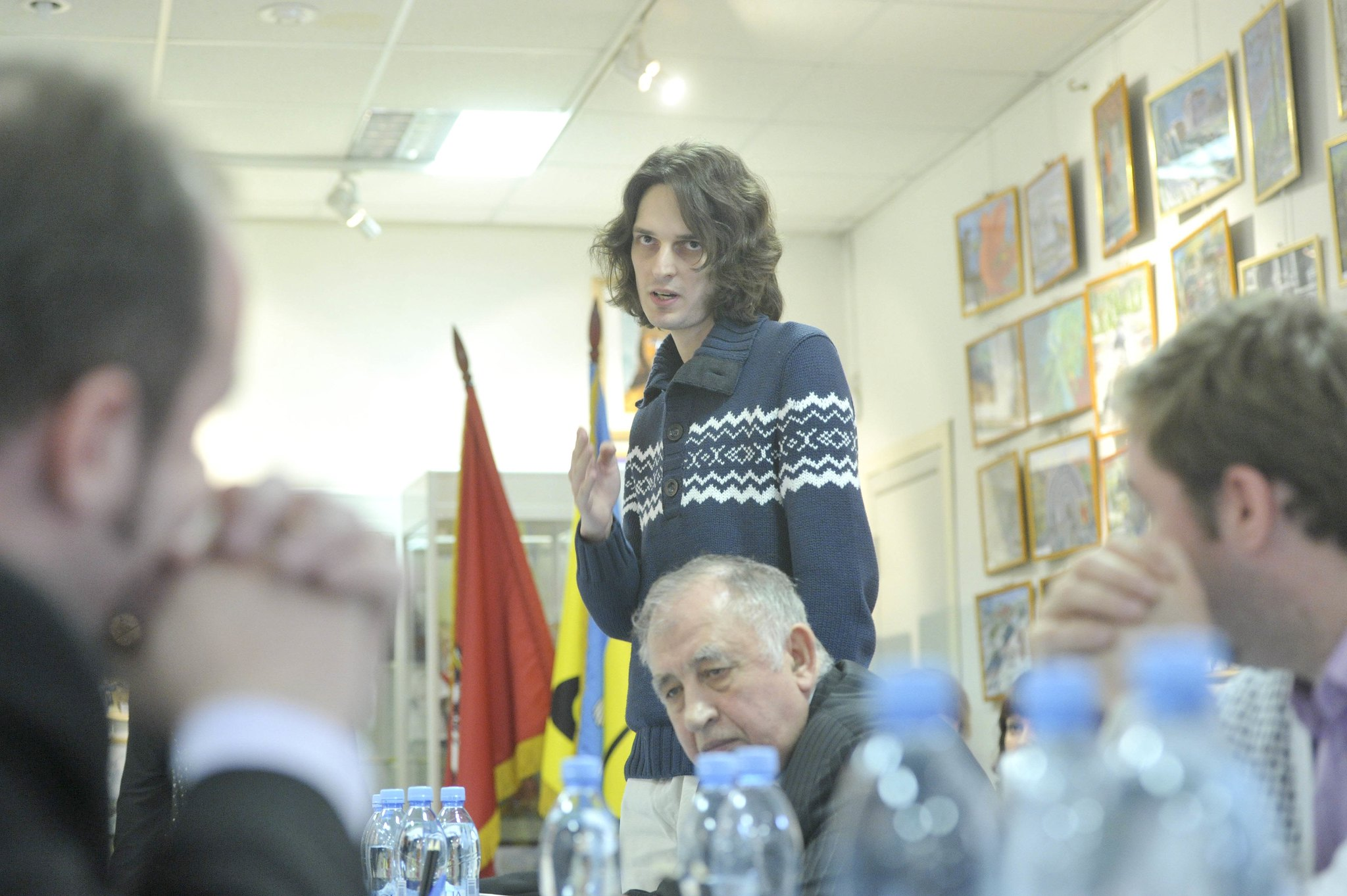
Maxim Katz im Jahr 2012

Katz wurde in Moskau, Russland, als Sohn eines jüdischen Vaters und einer ethnisch russischen Mutter geboren. 1993 wanderte er mit seiner Familie nach Israel aus. Im Jahr 2001 kehrte er nach Russland zurück.
In seinen 20ern war Katz professioneller Pokerspieler. Im Jahr 2007 wurde er der erste und einzige russische Meister im Sportpoker.
Im Jahr 2012 wurde Katz zum Bezirksabgeordneten des Moskauer Bezirks Schtschukino gewählt.
Ebenfalls 2012 gründete er zusammen mit Ilja Warlamow die Stadtentwicklungsstiftung „Stadtprojekte“ und war deren Direktor.
2016 war Katz einer von dreizehn Russen, die das Chevening-Stipendium der britischen Regierung erhielten, das Studenten mit Führungspotenzial ein Studium an einer britischen Universität ermöglicht. Mit diesem Stipendium studierte Katz an der Universität Glasgow und schloss 2017 einen Masterstudiengang in „Public and Urban Policy“ ab. Im Mai 2023 schloss Katz sein Masterstudium an der Universität Tel Aviv ab. Das Thema seiner Arbeit lautete „Leadership in education“.
Anfang 2022 erklärte Katz seinen Widerstand gegen den russischen Einmarsch in die Ukraine und floh daraufhin aus dem Land. Am 22. Juli 2022 stufte das russische Justizministerium Katz als „ausländischen Agenten“ ein. Am 29. Oktober wurde er auf eine Fahndungsliste gesetzt. Am 23. März 2023 wurde Katz vom Bezirksgericht Basmanny in Abwesenheit verhaftet. Ihm wird vorgeworfen, die russischen Streitkräfte „diskreditiert“ zu haben, weil er über das Massaker von Butscha berichtet hatte. Ihm drohen bis zu zehn Jahre Gefängnis. Dies war das erste Mal, dass die Staatsanwaltschaft offiziell die Höchststrafe beantragt hat, die nach dem Gesetz möglich ist. Am 24. August 2023 wurde er in Abwesenheit zu acht Jahren Haft verurteilt.

## Politische Karriere

### Städtebaulicher Aktivismus
Katz’ Interesse an Stadtplanung begann während seiner Reisen und führte ihn 2011 zum Studium an das Büro für Stadtplanung von Jan Gehl.
Im Jahr 2012 gründete er zusammen mit Ilja Warlamow die Stiftung Stadtprojekte, die darauf abzielt, das städtische Umfeld durch den Einsatz moderner Urbanismusdaten zu verbessern.
Im Jahr 2020 eröffnete die Stiftung ein Netzwerk von regionalen Zweigstellen in den Hauptstadt der russischen Föderationssubjekte und gewann innerhalb weniger Monate mehr als zehntausend Unterstützer. Jede regionale Zweigstellen hielt Wahlen für ihren Leiter ab. Innerhalb eines Jahres eröffnete die Stiftung Vertretungen in 100 Städten des Landes, und die Zahl der Unterstützer erreichte 20.000.
Am 4. März 2022 wurde die Arbeit aller Zweigstellen auf unbestimmte Zeit eingestellt. Zum Zeitpunkt der Einstellung der Aktivitäten der Zweigstellen hatte die Stiftung mehr als 30.000 Unterstützer, davon fast 4.000 aus Moskau.

### Wahlkämpfe

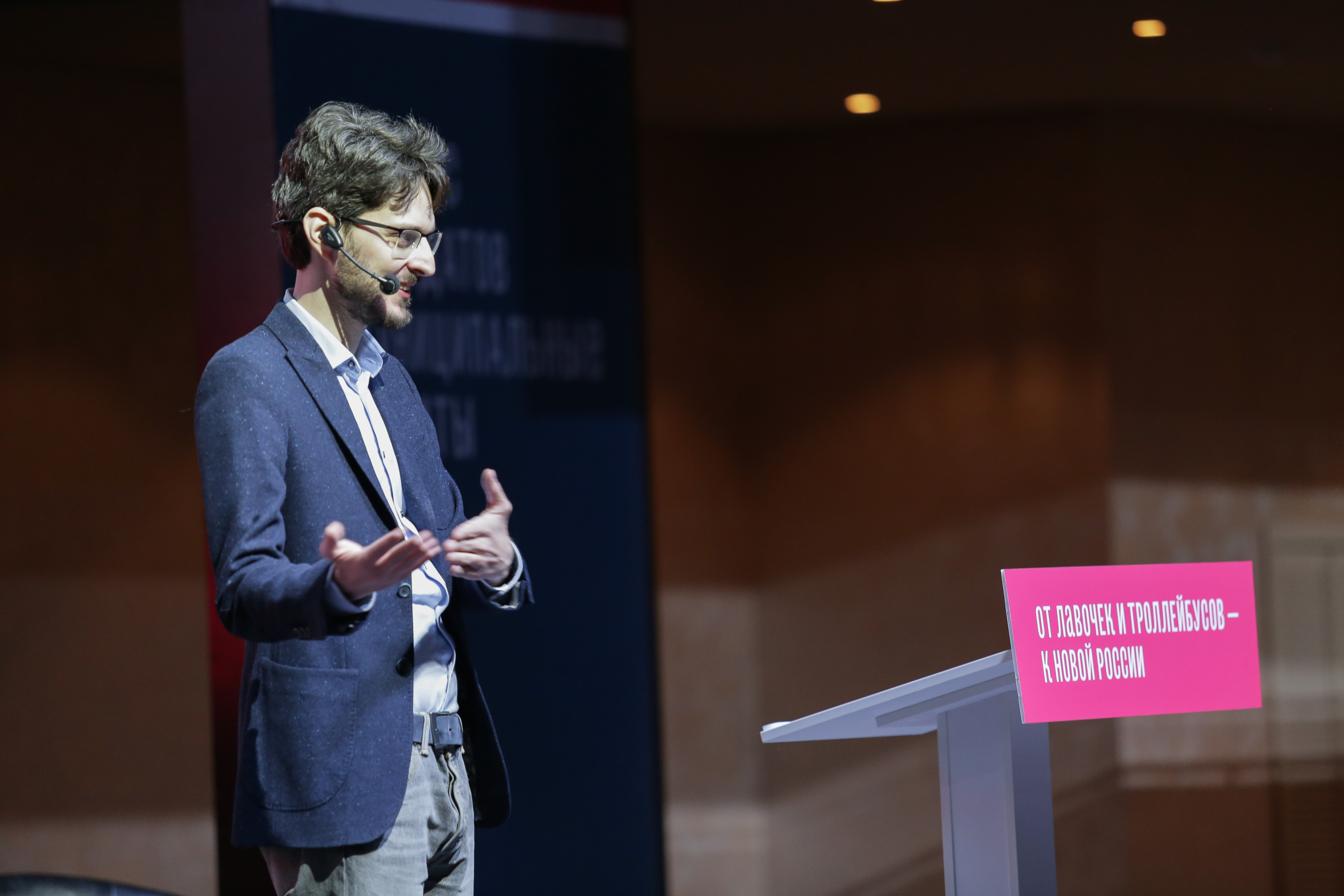
Maxim Katz auf einem Kongress der Kandidaten für die Kommunalwahlen des Projekts Vereinigte Demokraten, 2017

„Wenn Sie gegen Putin sind, helfen wir Ihnen“

Katz hat zahlreiche politische Kampagnen der Opposition gemanagt, darunter:
- 2012: Als Wahlkampfmanager für Ilja Warlamows Bürgermeisterkandidatur in Omsk leitete Katz eine Kampagne, die große Aufmerksamkeit erregte, aber letztendlich dazu führte, dass Warlamow sich zurückzog, da es unmöglich war, die erforderliche Anzahl an Unterschriften zu sammeln.[43][44]
- 2013: Als stellvertretender Wahlkampfmanager für Alexei Nawalnys Bürgermeisterkandidatur in Moskau spielte Katz eine zentrale Rolle in einer Kampagne, die große öffentliche Unterstützung fand und unerwartet 27 % der Stimmen erhielt, wodurch Nawalny als führende Oppositionsfigur etabliert wurde. Diese Kampagne bediente sich innovativer Strategien und stützte sich stark auf öffentliche Spenden und die Unterstützung von Freiwilligen.[45]
- 2014: Katz kandidierte für die Moskauer Stadtduma und erhielt 23 % der Stimmen, konnte sich aber keinen Sitz sichern.[46]
- 2015: Katz leitete den Wahlkampf der Partei „Bürgerinitiative“ für die Wahlen zur Regionalduma von Kaluga unter der Führung von Andrei Netschajew, Russlands erstem Wirtschaftsminister, der jetzt in der Opposition ist.[47]
- 2016: Als Wahlkampfmanager für Dmitri Gudkows Kampagne für die Staatsduma leitete Katz eine Kampagne, die, obwohl Gudkow verlor, für ihren innovativen Einsatz digitaler Plattformen mit dem renommierten „Pollie Award“ ausgezeichnet wurde.[48]
- 2017: Katz war Mitbegründer des Projekts Vereinigte Demokraten (auch bekannt als Politischer Uber), das unabhängige Kandidaten bei den Kommunalwahlen in Moskau unterstützen sollte. Das Projekt stellte Kandidaten, die sich gegen Wladimir Putin stellten, Ressourcen und Schulungen zur Verfügung, was zur Wahl von 267 Abgeordneten führte. Infolgedessen gewannen die Oppositionskandidaten die Mehrheit der Sitze in den zentralen Moskauer Bezirken.[49]
- 2019: Katz leitete den erfolgreichen Wahlkampf von Darja Besedina für die Moskauer Stadtduma. Diese Kampagne, die sich durch ihren großen Spendenerfolg auszeichnete (über 18 Millionen Rubel), verhalf Besedina dazu, als eine der wenigen Oppositionskandidatinnen einen Sitz in der Moskauer Stadtduma zu erringen.[50]
- 2019: Ebenfalls 2019 leitete Katz den Wahlkampf der Partei Jabloko für die Kommunalwahlen in Sankt Petersburg. Als Ergebnis des Wahlkampfs wurden 99 Personen in 31 Bezirken der Stadt zu Abgeordneten gewählt, im Vergleich zu null bei der vorherigen Wahl.[51]
- 2020: Die Stiftung Stadtprojekte von Warlamow und Katz unterstützte 63 stadtplanerisch orientierte Kandidaten bei den Stadtratswahlen in verschiedenen Regionen Russlands. Sieben dieser unterstützten Kandidaten gewannen ihre Wahlen.[52]
- 2021: Katz leitete den Wahlkampf von Anastassija Brjuchanowa für die Staatsduma. Die Kampagne wurde durch Spenden finanziert, wobei allein für die Sammlung von Unterschriften über 20 Millionen Rubel gesammelt wurden. Brjuchanowa gewann die Wahl zur Staatsduma nach den Papierwahlzetteln, verlor aber aufgrund der Ergebnisse der elektronischen Fernwahl.[50][53]

## YouTube-Kanal
Maxim Katz ist der Autor und Moderator des gleichnamigen YouTube-Kanals. Auf dem Kanal werden täglich Videos zu aktuellen gesellschaftspolitischen Themen veröffentlicht, insbesondere solche, die die Behauptungen der russischen Propaganda widerlegen. Vor Beginn des russischen Angriffs auf die Ukraine erreichten die Videos täglich 300-400 Tausend Aufrufe. Nach Beginn der Invasion stieg die Zahl der Aufrufe auf 1-2 Millionen. Laut Katz liegt das daran, dass er die Ereignisse „so wie sie sind“ darstellt, ohne sich an die Einschränkungen der russischen Zensur zu halten.
Vom 2. März 2020 bis zum 11. August 2024 wuchs der Kanal von 13.800 auf 2.300.000 Abonnenten. Die Anzahl der Aufrufe beträgt über 1,1 Milliarden.

## Auszeichnungen
Im März 2021 erhielt Katz vom Zentrum für Belarusische Solidarität den Global Belarusian Solidarity Award in der Kategorie „Blick von außen“.